# Моравська Валахія

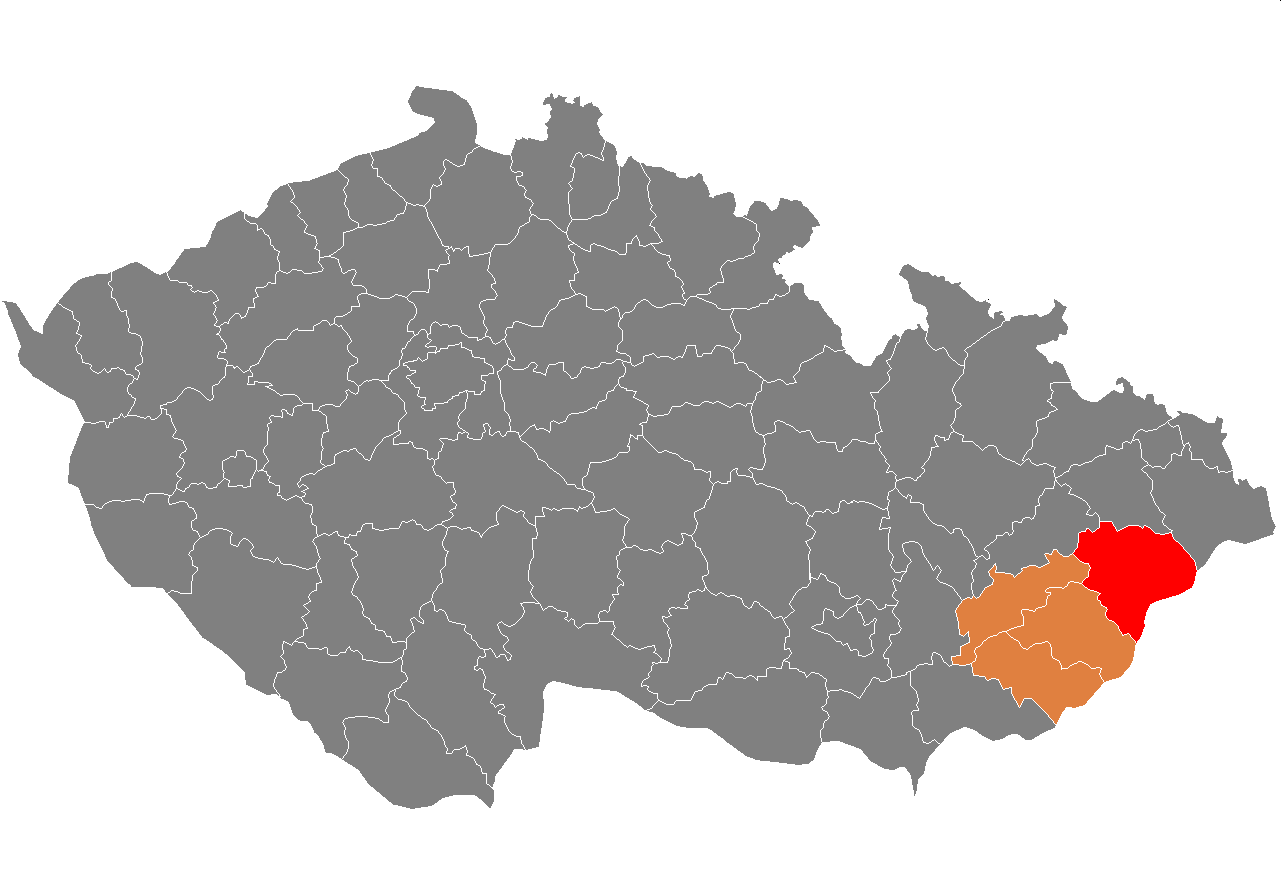
Моравська Валахія в широкому розумінні (помаранчевий) та в вузькому розумінні (червоний).

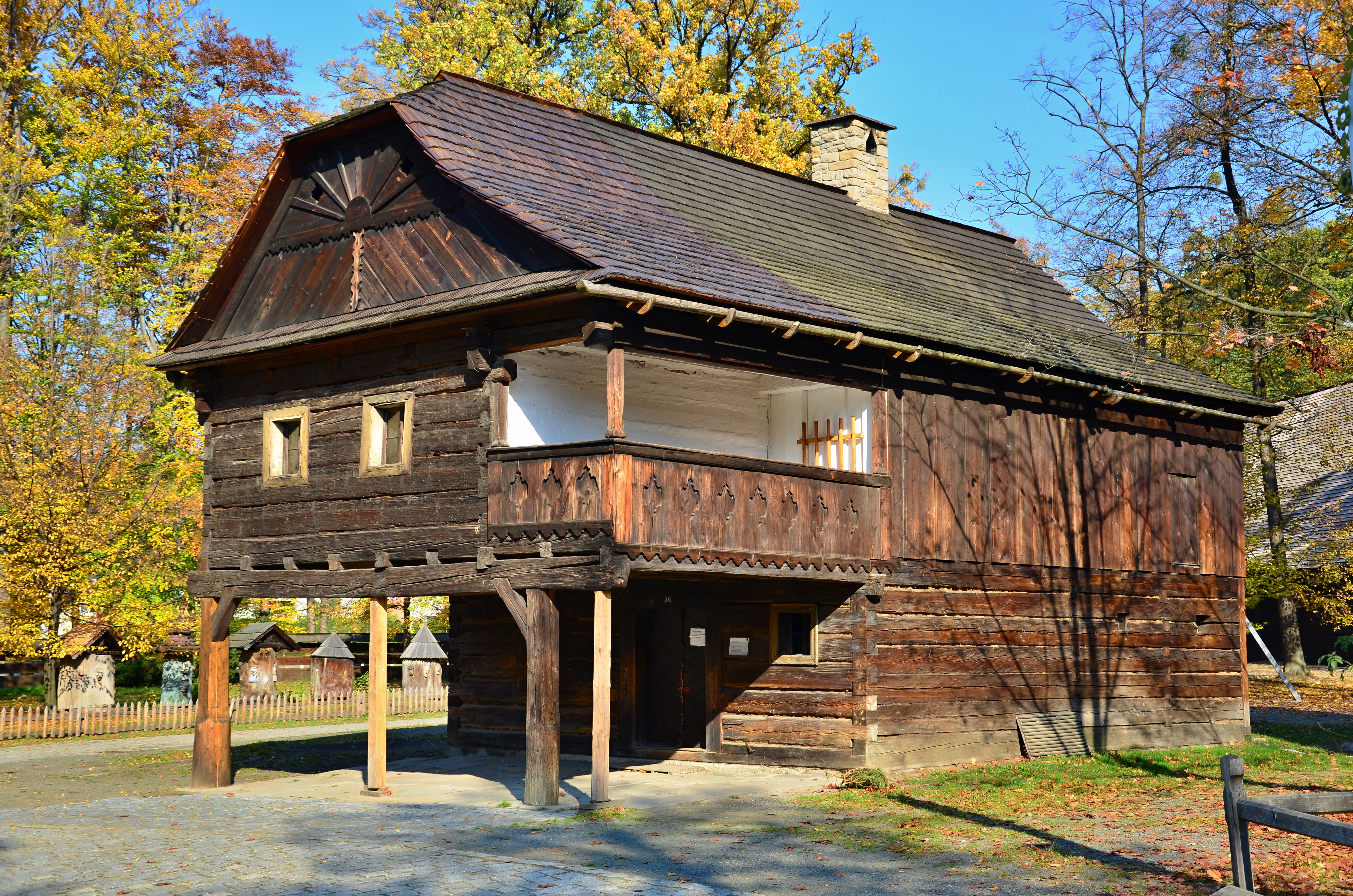
Валаська народна архітектура: валаський дерев'яний будинок в Валаському музеї просто неба в місті Рожнов-под-Радхоштем.

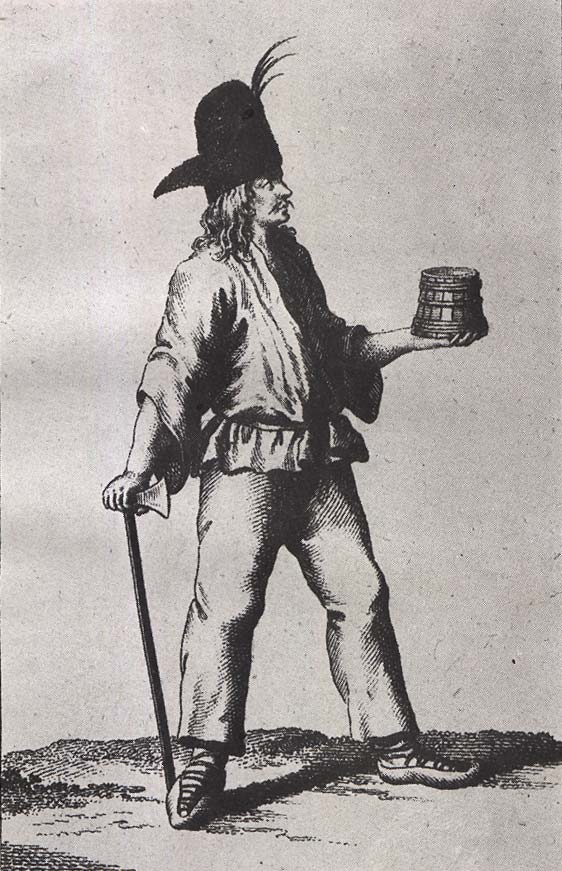
Моравський валах із Брумова, 1787.

Моравська Валахія або Моравська Волощина (чеськ. Moravské Valašsko) — історичний регіон Чехії, який розташований в Моравії на сході країни, біля кордону із Словаччиною. Займає північно-східну частину Злінського краю (переважно округ Всетін), найбільшим містом регіону є Всетін. Регіон знаходиться в чеській частині гір Карпат (а саме Західних Карпат). Назва Валахія раніше використовувалась для всіх високогірних територій Моравії та сусідньої Сілезії, але в 19 сторіччі цю назву почали використовувати для меншої території. В цьому регіоні є власний східноморавський діалект, який є сумішшю чеської та словацької мов, із помітним впливом румунської мови в лексиці. Назва «Валахія» походить від волохів, румуномовної групи народів, які переселились до Моравії з територій сучасних Румунії та Молдови. В місті Рожнов-под-Радхоштем є Валаський музей просто неба, у якому збережено предмети народної культури та ремесел валахів, у тому числі будинки з міст та сіл.

## Історія
Достеменно невідомо чому і коли волохи мігрували із територій сучасних Румунії та Молдови на території сучасних Чехії та Словаччини. Волохи були скотарськими племенами, спочатку румуномовними і православними, які походили із Трансильванії. Деякі джерела вказують, що вони мігрували вздовж Карпат до Моравії між 13 та 18 сторіччями. Більшість з них залишились православними християнами, але слов'янізувались.
Під час Тридцятилітньої війни, в 1620—1623 роках волохи повстали проти влади Габсбургів і спочатку їх підтримували угорські протестантські повстанці. В 1621 році вони взяли під свій контроль всю Моравію на схід від річки Морава, але пізніше, в 1623 році, зазнали поразки, після якої війська Священної Римської Імперії вчинили масові розправи та страти. Волохи відновили атаки в тому ж році і навіть завдали поразки польському контингенту в березні 1624 року. В 1625—1630 роках війська Габсбургів та ворожі до них дансько-норвезькі війська почергово займали Моравію. Волохи билися на стороні данців і норвежців, а пізні також на стороні шведів. Після відступу дансько-норвезьких військ у 1627 році і відступу шведських військ у 1643, Габсбурги остаточно підкорили Моравську Валахію в 1644 році.

## Культура
Населення є традиційно скотарським. Незважаючи на те, що тваринництво було довго пов'язане з сільським господарством, що практикувалося в низовинах прилеглих до Західних Карпат, методи волохів і пов'язані з ними традиції з вирощування овець та кіз були унікальними, наприклад випасання худоби у високогір'ї та акцент на виробництві молока і бринзи. Національний одяг волохів є важливою частиною етнографії Чехії, Словаччини та Польщі. Місцева народна музика є валаською музикою, принесеної з Румунії, з домішками чеської, словацької, польської та німецької музичних культур з татрських та валаських долин.

## Відомі уродженці
- Альфонс Муха - художник
- Томаш Батя - промисловець, засновник взуттєвої фірми Bata
- Алоіс Хаба - композитор
- Еміль Затопек - легкоатлет та олімпійський чемпіон
- Людвік Вацулік - письменник і журналіст-фейлетоніст
- Том Стоппард - британський драматург, режисер, кіносценарист і критик
- Івана Трамп - американська бізнесвумен і письменниця, колишня чехословацька фотомодель
- Мірек Тополанек - колишній Прем'єр-міністр Чехії
- Мартіна Навратілова - тенісистка
- Мілан Барош - футболіст
- Томаш Бердих - тенісист